# 内田ため池
内田ため池（うちだためいけ）は、岩手県奥州市胆沢区若柳西風(ならい)地区にあるため池である。
2010年（平成22年）3月25日に農林水産省のため池百選に選定された。

## 概要
内田ため池はその生成および流入経路も不明であるが、日本屈指の胆沢扇状地の中にあり周辺には多くのため池や湧水地がある。
現在は、農業体験の水源池として20aの実験田でモチヒカリの栽培、岩手大学の≪ためいけサークル≫が「IKEI-IC(イケイク)プロジェクト」を実施しているほか土地改良区、関係行政職員、地域住民が参加し、その形成及び古くからの田園風景の保存に努めている。

## アクセス

### 道路
- 国道397号

### 路線バス
- 東北本線水沢駅下車